# Peter Mokaba Stadium
Peter Mokaba Stadium – stadion piłkarski w Polokwane, Limpopo, RPA. Stadion był gospodarzem 4 meczów grupowych na Mistrzostwach Świata w piłce nożnej w 2010 roku. Stadion został nazwany na cześć byłego prezesa Młodzieżowej Ligi ANC Petera Mokaby. Peter Mokaba Stadium jest zlokalizowany 5 kilometrów od centrum Polokwane oraz na wschód od starego stadionu Pietersburg Stadium. 
Stadion jest jednym z pięciu nowych stadionów, które zostały zbudowane na potrzeby MŚ 2010. Koszt budowy wyniósł 1,1 mld ZAR (154 mln USD).